# Пивоварня Чарнкув
Пивоварня Чарнкув — пивоварня в Чарнкуві.

## Історія
Пивоварня в Чарнкуві існує з 1800 року. Нинішній завод був побудований на місці колишнього замку Наленчув-Чарнковських. У 1865-1881 роках називався «Браурейський Стрейх». У 1893 році завод був придбаний Генріхом Коеппе, який його ретельно перебудував і розширив, і змінив назву на «Schlossbrauerei». У міжвоєнний період власником пивоварні був Рудольф Коеппе. У той час завод мав польську назву «Browar Zamkowy» в Чарнкуві. Під час Другої світової війни пивоварня належала вдові Рудольфа Коеппе, Гертруді та його сину Гансу Коеппе.
У 1945 році родина Koeppe втратила свою фабрику. Пивоварня була перейнята червоною армією і перебувала під військовим наглядом кілька місяців. В тому ж 1945 році її було націоналізовано. Все майно заводу було передано кооперативу «Роботник», який керував пивоварною до 1950 року. Після ліквідації кооперативу пивоварня в Чарнкуві увійшла до складу пивоварного та солодкого заводу у Познані, а потім до Lech Browary Wielkopolski.
1 січня 1989 року Пивоварня у Чарнкуві була включена у сільськогосподарський комбінат «PGR Brzeźno». У 1992 році, після ліквідації радгоспу в Бжезьно, пивоварня перейшла у власність казначейства. З 1992 року перебуває у віданні державного агентства і називався «Gospodarstwo Rolne Skarbu Państwa» в Бжезьно, в адміністрації Пивоварні Чарнкув.
У 1993 році була зроблена перша спроба її приватизувати. Однак тендер було скасовано. Ще кілька спроб в наступні роки були скасовані або не вдалися. Востаннє у 2010 році.
У грудні 2010 року за допомогою тендеру кандидатом на купівлю пивоварного підприємства в Чарнкові стала спілка «Browar Gontyniec Sp. z o.о.». Угода про продаж пивоварних заводів була завершена в березні 2011 року.

## Характеристика

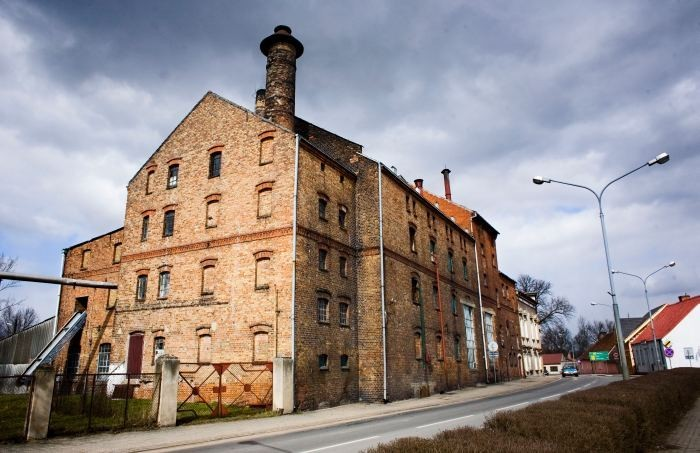
Зовнішній вигляд пивоварні

У 2010 році на Пивоварні Чарнкув працювало 34 людини. Виробнича потужність пивоварні становить близько 50 000 гектолітрів на рік. Однак через використання податкових пільг завод виробляє лише близько 30 000 гектолітрів пива на рік (станом на 2010 рік).
На пивоварні виробляють два види пива, що виходять з низового бродіння: світле та темне. Вони продаються під декількома марками в невеликих, об'ємних пляшках типу стейн.
Завод — один з небагатьох у Польщі, де використовуються лише старі методи виробництва та класичні пивоварні пристрої, в тому числі відкриті бродильні чани, паровий котел. Завдяки цим особливостям, у 2006 році пиво Noteckie від Пивоварні Чарнкув було внесено Міністерством сільського господарства та розвитку села до польського переліку традиційних продуктів.

## Продукція

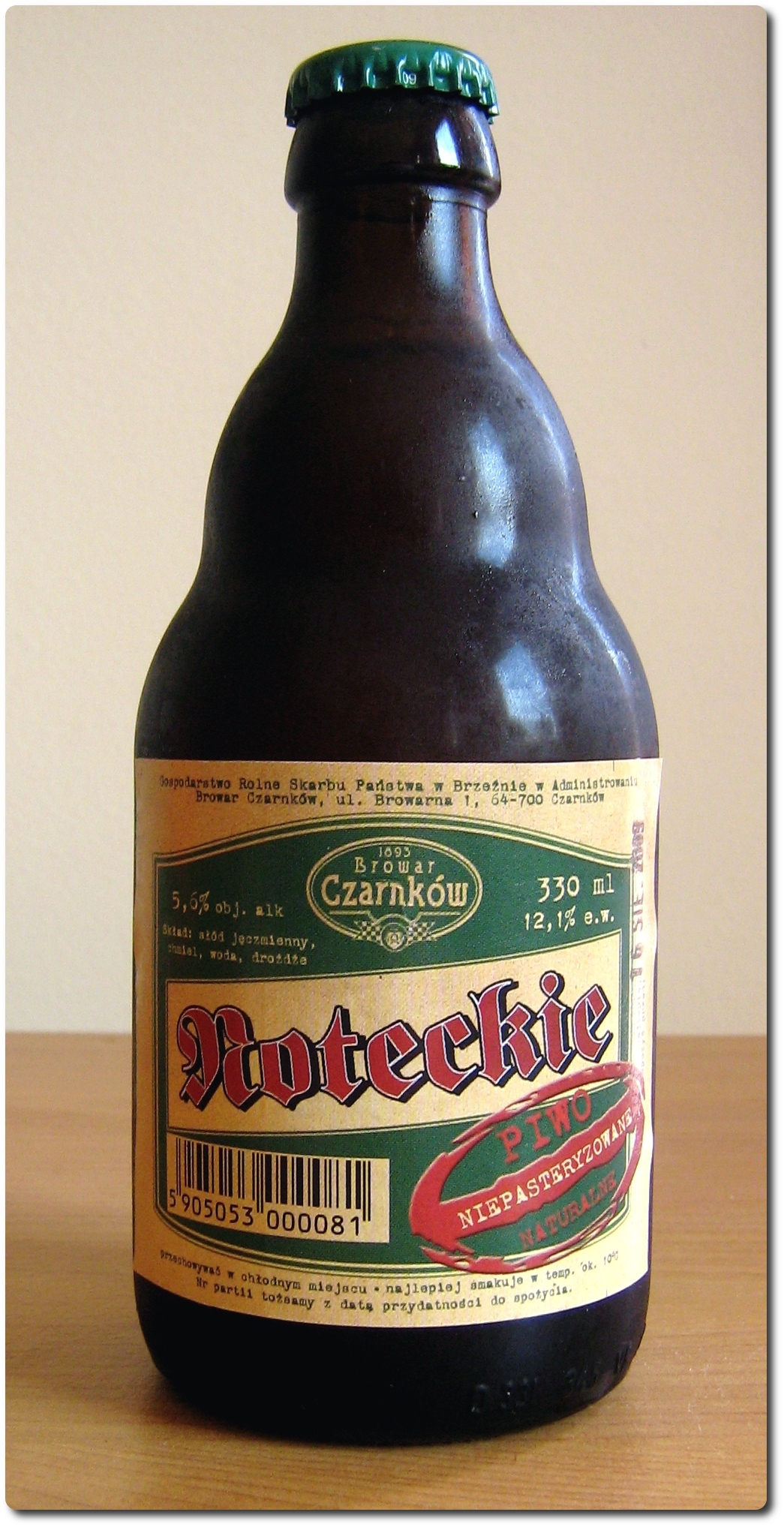
Пиво Noteckie в характерній пляшці 0,33 л, характерній для пивоварні Czarnków

Лагер
- Izerskie
- Noteckie
- Noteckie Pils
- Proletaryat

Темний лагер
- Eire Noteckie
- Walońskie
- Proletaryat Ciemne

Спеціальний
- Niefiltrowane
- Na Miodzie Lipowym
- Korzenne